# Romain Hardy
Pour les personnes ayant le même patronyme, voir Hardy.

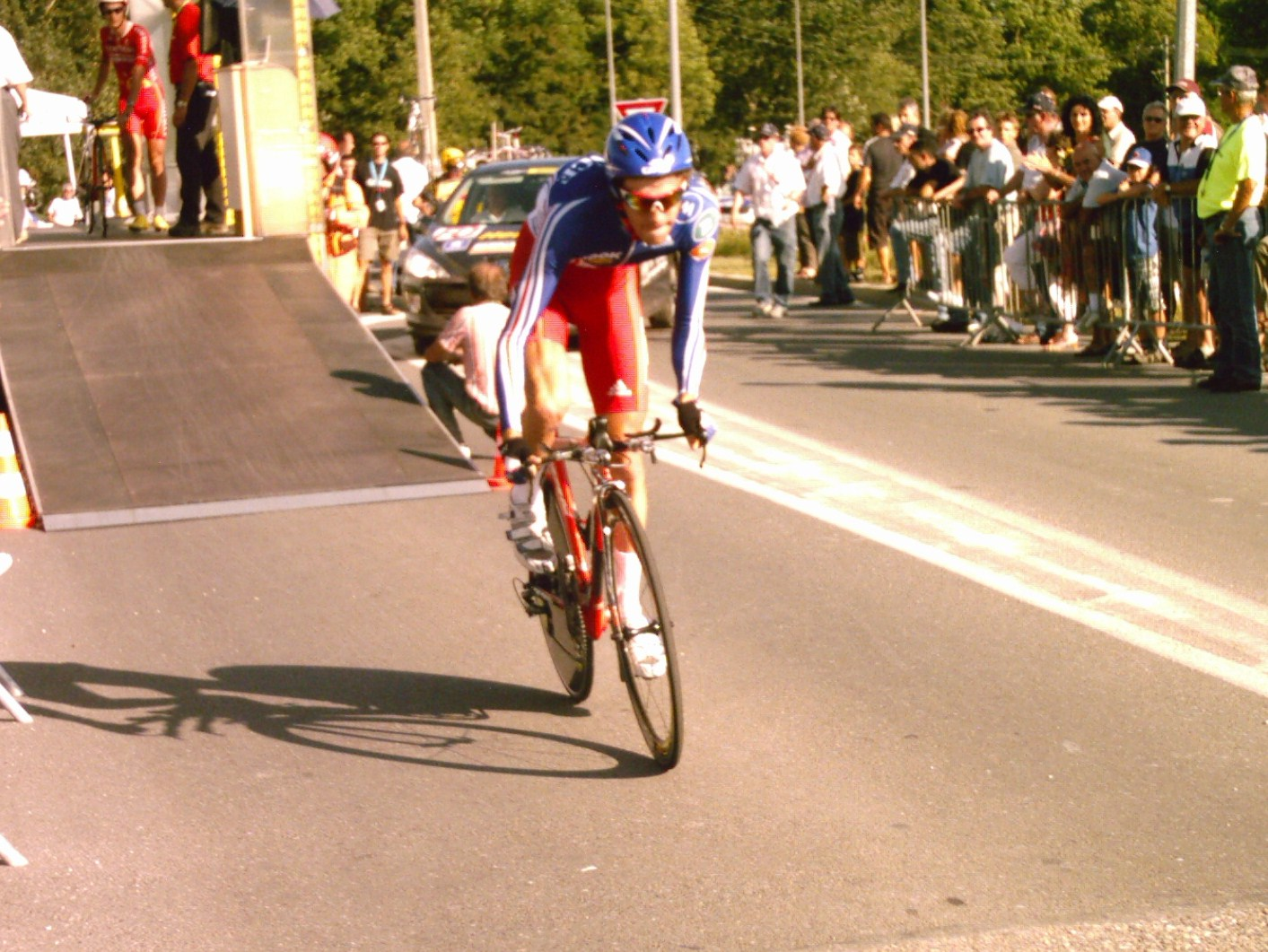
Romain Hardy au Tour de l'Ain 2009.

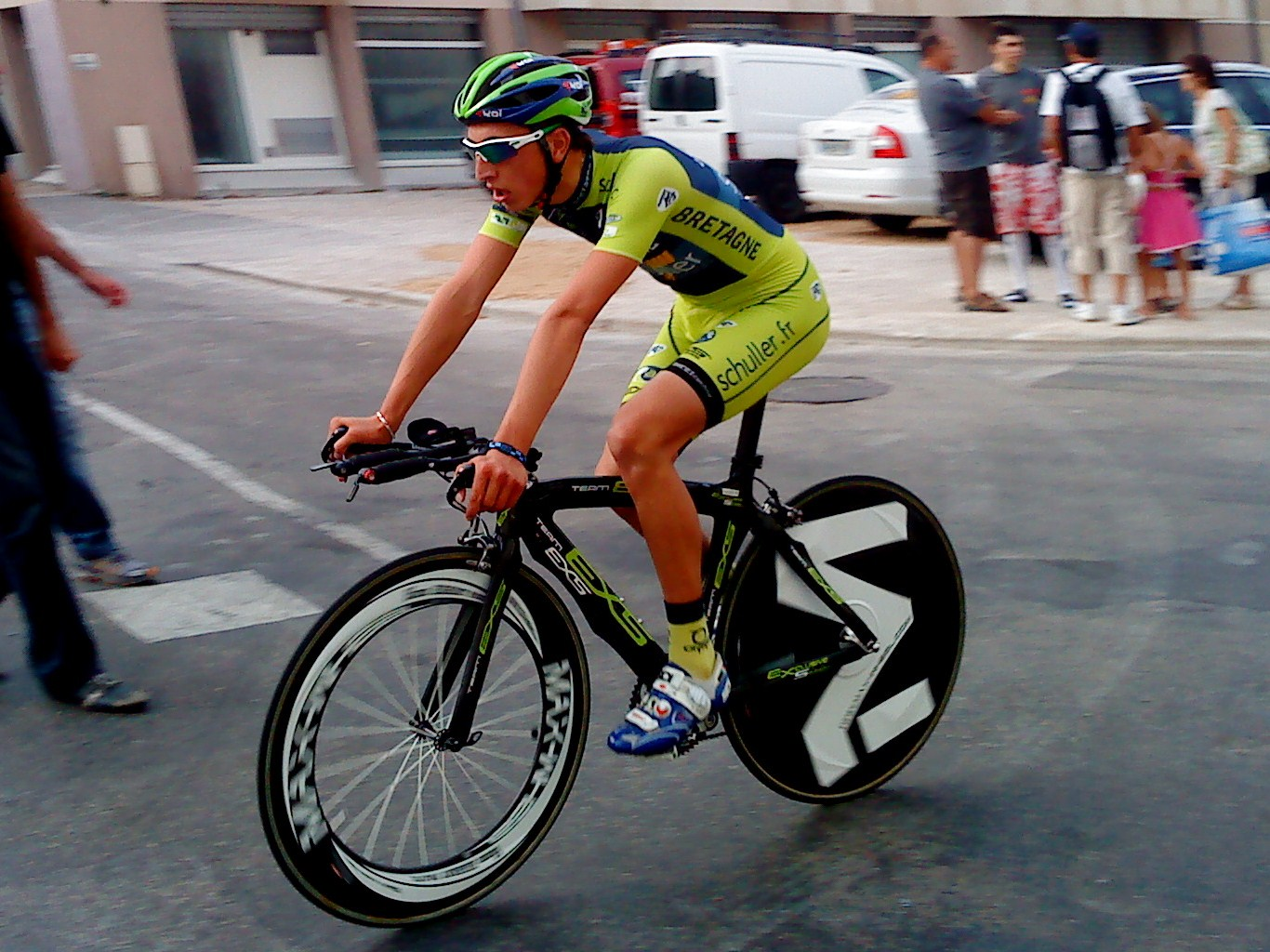
Romain Hardy au Tour de l'Ain 2010.

Romain Hardy, né le 24 août 1988 à Flers (Orne), est un ancien coureur cycliste français, originaire de La Chapelle-d'Andaine.

## Biographie

### Débuts cyclistes et carrière chez les amateurs
Il commence l'école de cyclisme dans le club de Flers Cyclisme 61.
En 2008 et 2009, Romain Hardy est coureur amateur au sein de l'équipe Côtes d'Armor comme le fut son frère Maxime quelques années auparavant. Il est également salarié de la SNCF durant cette période. En 2008, il se classe notamment  deuxième du Tour de Gironde et du Tour Nivernais Morvan, et troisième du championnat de France sur route espoirs. L'année suivante, il gagne Manche-Océan et une étape du Tour de la Creuse. Régulièrement sélectionné en équipe de France espoirs, il finit quatrième de Liège-Bastogne-Liège espoirs, sixième du Grand Prix du Portugal, neuvième de la Coupe des nations Ville Saguenay. Il figure dans la sélection prévue pour participer aux championnats du monde espoirs mais en est retiré une semaine avant la course, Alexandre Geniez lui étant préféré. À l'issue de cette saison, il est treizième du classement national de la Fédération française de cyclisme et signe un premier contrat professionnel avec l'équipe continentale professionnelle Bretagne-Schuller, portant sur la saison 2010.

### Carrière professionnelle
Lors de cette première année professionnelle, il se classe troisième de la Polynormande et des Boucles de l'Aulne, quatrième du Tour du Finistère et de la Prueba Villafranca de Ordizia, neuvième du Tour de Bretagne, dixième du Rhône-Alpes Isère Tour et du Circuito Montañés. Bretagne-Schuller prolonge son contrat de deux ans. Toujours sélectionné en équipe de France espoirs, il participe au Tour de l'Avenir, dont il remporte une étape. À la fin de la saison 2010, il est sélectionné par Bernard Bourreau pour participer au championnat du monde dans la catégorie espoirs (moins de 23 ans) à Melbourne, en Australie. Il en prend la 45e place.
En 2013, il signe chez Cofidis. Affaibli par une toxoplasmose, il effectue un début de saison en demi-teinte. Non sélectionné par son équipe pour le tour d'Espagne, il se rassure en fin de saison avec notamment une onzième place lors de Paris-Tours.
Il commence sa saison 2014 en France sur le Grand Prix d'ouverture La Marseillaise, dont il prend la 73eplace. Il se classe pour la première fois parmi les dix premiers cette saison lors de Paris-Troyes. Il est retenu par son équipe pour le Tour de Catalogne où il se montre à son avantage notamment lors de la première étape où il est repris à deux kilomètres de l'arrivée. Il se classe onzième lors des deuxième et cinquième étapes. Il est ensuite aligné sur les manches de coupe de France, la route Adélie, Paris-Camembert, où il est quatrième, et le Tour du Finistère. Il prend ensuite le départ du Tour de Turquie où il signe deux tops 10 dont une 3e place lors de l'étape reine. Cette performance lui permet de finir l'épreuve à la 3e place du classement général. Il poursuit avec le Tour de Luxembourg où il termine 5e de la deuxième étape et se classe 7e du général. À la Route du Sud, il se classe 5e de la première étape. Il est un peu plus en difficulté lors de l'étape suivante, plus montagneuse ; où il prend tout de même la 23e place du général. Lors des championnats de France, il termine 34e.
Romain Hardy chute au cours de la onzième étape du Tour d'Espagne 2015. Atteint d'une fracture de la clavicule gauche, il abandonne.
Il participe une nouvelle fois au Tour d'Espagne en 2016 et termine 27e de l'épreuve. Il est remplaçant dans la sélection française constituée pour le premier championnat d'Europe sur route professionnel disputé à Plumelec en Bretagne.

#### Fortuneo-Vital Concept

##### Saison 2017
Au mois de septembre 2016, il fait le choix de quitter la formation Cofidis et s'engage en faveur de l'équipe continentale professionnelle Fortuneo-Vital Concept. Il débute sous ses nouvelles couleurs par une 15e place sur le GP La Marseillaise. Après avoir pris part à l'Étoile de Bessèges, il termine 2e du Trofeo Laigueglia, remporté par Fabio Felline. Sixième des deux étapes du Tour du Haut-Var, il en prend la 3e place du général derrière Arthur Vichot et Julien Simon. Fin février, il conclut à la 7e position la Drôme Classic. Retenu pour participer à Paris-Nice, il s’adjuge la 5e place de la première étape. Le 11 avril, il termine 6e du Tour du Finistère avant de passer proche de la victoire sur la troisième étape du Tour de Savoie Mont-Blanc, seulement devancé par Kevin De Jonghe, et de prendre part à son premier Tour de France où il prend deux 10e places d'étapes. Le 15 août, son équipe annonce sa prolongation de contrat pour une saison.
Il lève les bras le mois suivant, le 10 septembre, sur le Tour du Doubs. Il clôt sa saison par un nouveau top 10, 9e du Tour de Vendée.

#### Saison 2018
Il lance sa deuxième saison au sein de la structure bretonne par une 19e place sur le GP La Marseillaise. Il enchaîne par le Tour La Provence avec une 9e place sur la dernière étape. En avril, il participe à deux courses World Tour, la Flèche wallonne (102e) et Liège-Bastogne-Liège (92e) avant de se distinguer sur le week-end breton de la Coupe de France, 8e du Grand Prix de Plumelec et 7e des Boucles de l'Aulne. Il est sélectionné pour prendre part au Critérium du Dauphiné (10e de la deuxième étape) puis au Tour de France afin d'accompagner Warren Barguil en montagne. Il sort déçu de la Grande Boucle, estimant ne pas avoir été à la hauteur de l'évènement, comme lors de la 12e étape où il termine à 37’53’’ du vainqueur, Geraint Thomas, en haut de l’Alpe d’Huez.

#### Saison 2019
Qualifiant sa saison 2018 de mauvaise, il souhaite retrouver le plaisir de courir et jouer de nouveau la victoire en 2019 en se focalisant sur des courses plus modestes avec moins de jours de courses au niveau World Tour. Sa saison commence par un nouveau top 20 sur le GP La Marseillaise (17e). Deux semaines plus tard, il termine 13e du Trofeo Laigueglia. Il va alors enchaîner les résultats, 10e de Paris-Troyes le 17 mars, 12e de la Route Adélie de Vitré, 4e de Paris-Camembert, 8e du Tour du Finistère et 4e du Tro Bro Leon en avril. En mai, il est seulement devancé par Alex Aranburu sur la deuxième étape du Tour de la communauté de Madrid dont le classement général est remporté par son coéquipier Clément Russo. 
Son mois de juin débute par une 15e place sur les Boucles de l'Aulne, position qu'il retrouve sur le Mont Ventoux Dénivelé Challenges. Trois jours plus tard, il remporte la première étape du Tour de Savoie Mont-Blanc (13e du classement général). Il décroche en juillet deux tops 10 sur le Tour d'Autriche (6e et 8e d'étape).
En fin de contrat en fin d'année 2021, celui-ci est prolongé jusqu'en fin d'année 2022, année qui est sa dernière en tant que professionnel. Son ultime course est le Tour de Vendée le 2 octobre.

## Palmarès

### Palmarès sur route
| - 2005 - Champion de Bretagne sur route juniors - 2006 - Champion de Bretagne du contre-la-montre par équipes juniors - 2008 - 2e du Tour de Gironde - 2e du Tour Nivernais Morvan - 3e du championnat de France sur route espoirs - 2009 - 1re étape du Tour de la Creuse - Manche-Océan - 2e de Redon-Redon - 2e de Paris-Chalette-Vierzon - 2e du Tour de la Creuse - 3e de la Route de l'Atlantique - 3e de l'Essor basque - 2010 - 4e étape du Tour de l'Avenir - 3e des Boucles de l'Aulne - 3e de la Polynormande - 2011 - Prologue du Tour Alsace (contre-la-montre par équipes) - 2e de Paris-Camembert - 2e du Tour du Doubs | - 2012 - 1re étape du Tour du Haut-Var - 3e du Rhône-Alpes Isère Tour - 2014 - 3e du Tour de Turquie - 2017 - Tour du Doubs - 2e du Trofeo Laigueglia - 3e du Tour du Haut-Var - 2019 - 1re étape du Tour de Savoie Mont-Blanc - 2e du Tour de la communauté de Madrid - 2023 - Tour de l'Ardèche Méridionale - Souvenir Manu Cruaud - Circuit de la Claie - 2e du championnat de Bretagne sur route élite - 3e des Boucles dingéennes |

### Résultats sur les grands tours

#### Tour de France
2 participations
- 2017 : 26e
- 2018 : 105e

#### Tour d'Espagne
3 participations
- 2014 : 64e
- 2015 : abandon (11e étape)
- 2016 : 27e

### Classements mondiaux
| Année                                 | 2008 | 2009 | 2010 | 2011 | 2012 | 2013 | 2014 | 2015 | 2016 | 2017 | 2018 | 2019 | 2020 | 2021 | 2022 |
| ------------------------------------- | ---- | ---- | ---- | ---- | ---- | ---- | ---- | ---- | ---- | ---- | ---- | ---- | ---- | ---- | ---- |
| Classement mondial                    |      |      |      |      |      |      |      |      | 614e | 122e | 777e | 266e | 217e | 411e | 489e |
| UCI Europe Tour                       | 341e | 614e | 82e  | 60e  | 98e  | 822e | 64e  | 478e | 477e | 41e  | 575e | 217e | 181e | 338e | 388e |
| UCI America Tour                      | nc   | 310e | nc   | nc   | nc   | nc   | nc   | nc   | nc   | nc   | nc   |      |      |      |      |
|                                       |      |      |      |      |      |      |      |      |      |      |      |      |      |      |      |
| Légende : nc = non classéSource : UCI |      |      |      |      |      |      |      |      |      |      |      |      |      |      |      |